# Grand prix de la francophonie
El Grand Prix de la francophonie és un premi literari presentat anualment per l'Acadèmia Francesa des de 1986 a iniciativa del govern del Canadà a una personalitat que contribueix al desenvolupament de la llengua francesa a tot el món.

## Guardonats
- 1986: Georges Schehadé[3]
- 1987: Yoichi Maeda
- 1988: Jacques Rabemananjara
- 1989: Hubert Reeves
- 1990: Albert Cossery
- 1991: Léon-Joseph Suenens
- 1992: Khac Vien Nguyen
- 1993: Henri Lopes
- 1994: Mohammed Dib
- 1995: Salah Stétié
- 1996: Abdou Diouf
- 1997: Abdellatif Berbich
- 1998: Jean Starobinski
- 1999: Gunnar von Proschwitz
- 2000: Giovanni Macchia
- 2001: François Cheng
- 2002: Bronislaw Geremek
- 2003: Édouard J. Maunick
- 2004: Albert Memmi
- 2005: Jane Conroy
- 2006: Roland Mortier
- 2007: Élie Barnavi
- 2008: Lide Tan
- 2009: Thomas Gaehtgens
- 2010: Jean Métellus
- 2011: Abdellatif Laâbi
- 2012: Boualem Sansal
- 2013: Qiang Dong
- 2014: Fouad Laroui i Georges Banu
- 2015: Aminata Sow Fall[4]
- 2016: Takeshi Matsumura[5]
- 2017: Tierno Monénembo